# BUG Alutechnik
BUG Alutechnik war ein Unternehmen in Vogt bei Ravensburg, das seit 1952 Fenster- und Türsysteme aus Aluminium herstellte und vertrieb. Das Unternehmen bestand in unterschiedlichen Gesellschaften und unter verschiedenen Gesellschaftern. Aus BUG Alutechnik wurde die Marke BUG Aluminium-Systeme. Seit 2006 wird die Marke BUG Alumnium-Systeme von der ST Extruded Products Germany GmbH in Vogt genutzt.

## Anfänge

### Gründung
Das Unternehmen wurde als Gebr. Uhl GmbH & Co. KG am 22. Februar 1952 von den Brüdern Karl und Paul Uhl in Vogt bei Ravensburg gegründet. Zunächst wurden Regenschienen vertrieben, die am unteren Rahmen eines Fensters angebracht wurden, um sie gegen Hagelschlag zu schützen und das Regenwasser gut abfließen zu lassen. Damit wurde die Haltbarkeit der Fenster wesentlich verlängert. Josef Uhl, der Vater der beiden Brüder, hat die Regenschienen Anfang der 1930er Jahre in der Schweiz entwickelt und bauen lassen. 1954 beteiligte er sich auch an dem Unternehmen seiner Söhne.

### Wachstum
Erst 1960 wurde die Fertigung in Vogt aufgenommen und eine Eloxalanlage angeschafft. 1967 wurde die Fertigung um Fensterprofile erweitert und dafür eine Hydraulik-Strang-Presse mit einem Druck von 1500 Tonnen angeschafft. Eine große Nachfrage erforderte eine ständige Erweiterung der Produktionskapazitäten. 1973 wurden Fertigungswerkstätten in Illmensee und Esenhausen und ein Eloxalwerk in Eschach gegründet. Das Unternehmen beschäftigte jetzt bereits 1.055 Arbeitnehmer.
Die Produkte wurden unter der Marke BUG vertrieben. Der Name Uhl spielte bei den Kunden keine Rolle. BUG war eine Wortschöpfung im Andenken an Vater Josef Uhl und zwei Arbeitskollegen und entstand aus den Anfangsbuchstaben der Namen Bertsch, Uhl und Großerode.
1975 traf das Unternehmen die erste schwere Krise. Die rasch aufgebauten Produktionskapazitäten waren nicht mehr ausgelastet. 200 Arbeitnehmer mussten entlassen werden. Das Unternehmen setzte nun zusätzlich auf den Export. Damit wurde es wieder erfolgreich und schaffte im Jahre 1981 einen Umsatz von 126 Mio. DM.
Das Deutsche Krisenjahr 1982 führte wieder zu einem drastischen Umsatzrückgang. Aufträge wurden zu nicht kostendeckenden Preisen angenommen. Mit dem Kauf der Firma JUNIOR Fenster- und Fassadenbau GmbH in Goslar hatte sich das Unternehmen zusätzlich übernommen.

## Konkurs
Am 18. Januar 1984 stellte das Unternehmen, das zu diesem Zeitpunkt 739 Arbeitnehmer und 47 Auszubildende beschäftigte, beim Amtsgericht Ravensburg Insolvenzantrag. Der Stuttgarter Rechtsanwalt Volker Grub wurde zum vorläufigen Vergleichsverwalter und einige Wochen später am 30. März 1984 als Konkursverwalter bestellt. Auch in Goslar wurde für die JUNIOR Fenster- und Fassadenbau GmbH ein Insolvenzverfahren eröffnet. Ein weiteres Insolvenzverfahren wurde für die Tochtergesellschaft Oberflächenveredelung Uhl GmbH & Co. KG in Eschach, eröffnet, für das Volker Grub ebenfalls als Verwalter bestellt wurde. Von der Insolvenz nicht betroffen war die Schwesterfirma UHL Bug-Alutechnik Ges.m.b.H. in Kennelbach, Österreich. Die Anteile dieser Gesellschaft lagen zu 80 % bei Paul und Karl Uhl, waren jedoch an die Landeskreditbank Baden-Württemberg verpfändet.

### Insolvenzgründe
Insolvenzgründe waren die Expansionsfreudigkeit der Gesellschafter Paul und Karl Uhl, aber auch ihr autoritärer Führungsstil, der zu einer starken Fluktuation bei den Führungskräften führte. Einer der wesentlichen Verlustbringer war der Kauf der Geschäftsaktivitäten der Firma JUNIOR Baukonstruktionen GmbH & Co. KG in Goslar am 21. August 1981. Die Eigentümer dieser Firma planten bereits die Stilllegung ihres Unternehmens und verfügten einen Akquisitionsstopp. Damit konnten die Käufer nicht mehr rechtzeitig Anschlussaufträge einholen. Die weitere negative konjunkturelle Entwicklung führte zu einer hohen Unterauslastung dieses Betriebes.

### Das Sanierungskonzept
Verwalter Grub entwickelte noch im Vergleichsantragsverfahren ein Sanierungskonzept. Das Produktprogramm wurde bereinigt. Die Personalkosten wurden deutlich reduziert und die Werke in Illmensee und Esenhausen wurden geschlossen. 187 Arbeitnehmern wurde gekündigt. Um den Mangel einer Konkursfirma zu vermeiden, gründete Grub eine Auffanggesellschaft. Grub wählte für die Auffanggesellschaft den Namen BUG Alutechnik GmbH. Als neuen und alleinigen Geschäftsführer bestellte der Konkursverwalter Fritz Seyfferth. Die Firma BUG Alutechnik GmbH nahm bereits am 1. April 1984 die Tätigkeit auf und nahm Einkauf und den Vertrieb wahr. Zudem übernahm sie die Geschäftsaktivitäten des Eloxalwerkes in Eschach.
Im Jahr 1984 erreichte der Konkursverwalter die geplanten Ziele der Sanierung nicht. Die Rezession im Bauwesen setzte sich fort. Statt eines geplanten Gewinnes ergab sich ein Verlust von 2,1 Mio. DM. Statt eines geplanten Umsatzes von 80,9 Mio. DM wurde lediglich 64 Mio. DM erreicht. Grub war deshalb gezwungen, Ende des Jahres 1984 weitere Sanierungsmaßnahmen zu ergreifen. Die Außenlager in Darmstadt, Langenhagen und Velbert wurden geschlossen. Die Auftragsbearbeitung und der Ablauf der Organisation wurden verbessert. Weitere 200 Mitarbeitern wurden gekündigt. Für das Jahr 1985 wurde lediglich noch ein Umsatz von 74 Mio. DM geplant.

### Übernahme durch Kaiser Aluminium
Die Firma Kaiser Aluminium Europe GmbH, Düsseldorf, war der Hauptlieferant für das Unternehmen an Aluminium und hatte deshalb großes Interesse an seinem Erhalt. Es gab jedoch ein Hindernis. Die amerikanische Konzernmutter der Kaiser Gruppe in Oakland, Kalifornien, befand sich in wirtschaftlichen Schwierigkeiten und verfügte für Europa einen Investitionstop. Dennoch sah Manfred Knauer, der Europamanager von Kaiser, die Notwendigkeit seinen Kunden in Vogt zu erhalten. Um den Kauf zu ermöglichen, machte Grub Zugeständnisse. Die Hausbanken und Grundschudgläubiger der Gebrüder Uhl GmbH & Co. KG stimmten zu, dass das Anlagevermögen in einer Größenordnung von 7,6 Mio. DM für die Dauer von drei Jahren pachtweise Kaiser Aluminium zu überlassen und dafür nur eine Kaufoption eingeräumt wurde. Außerdem bewilligte das Land Baden-Württemberg einen Investitionszuschuss von 2 Mio. DM und eine Bürgschaft für Bankkredite über 10 Mio. Der Zuschuss über 2 Mio. DM wurde über den Konkursverwalter ausbezahlt. Auf dieser Grundlage erwarb Kaiser Aluminium die BUG Alutechnik GmbH nebst dem bei Gebrüder Uhl GmbH & Co. KG befindlichen Anlagevermögen mit Wirkung zum 1. Mai 1985. Die Übernahme schloss auch den Geschäftsführer Fritz Seyfferth mit ein.
Das Konkursverfahren der Gebrüder Uhl GmbH und Co. KG wurde am 2. Februar 1994 beendet. Das Amtsgericht Ravensburg stellte es mangels Masse ein. Dies bedeutete, dass die Konkursgläubiger keine Zahlung erhielten.

## Unter Hoogovens
Kaiser Aluminium, USA, veräußerte Kaiser Aluminium Europe am 6. November 1987 an den Niederländischen Stahlkonzern Hoogovens. Kaiser Aluminium Europe wurde mit allen Aktiva und Passiva von der Hoogovens Aluminium GmbH, Düsseldorf, weitergeführt. Die BUG Alutechnik GmbH ist damit eingeschlossen.

## Unter Corus
1999 fusionierte Hoogovens mit British Steel zu Corus mit Hauptsitz in London. Die BUG Alutechnik GmbH wurde erfolgreich weitergeführt. Alle Verpflichtungen gegenüber den Kreditinstituten und dem Land Baden-Württemberg wurden ordnungsgemäß erfüllt. Dagegen war Hoogovens gezwungen, den vom Land Baden-Württemberg gewährten Zuschuss über 2 Mio. DM wieder zurückzuzahlen. Die Europäische Kommission verklagte die Bundesrepublik Deutschland erfolgreich wegen einer unzulässigen Wirtschaftssubvention. Der Rückzahlungsanspruch richtete sich formal gegen den Konkursverwalter Grub.

## Heute
Das Unternehmen Sankyo Tateyama, Inc., aus Takaoka in Japan, übernahm 2015 den Geschäftsbereich Aluminium-Strangpressen von Aleris International, Inc. Darüber hinaus wurde auch die Marke BUG weitergeführt. Sankyo Tateyama ist ein Hersteller von Baustoffen, insbesondere von Aluminium. Das Unternehmen wurde später in ST Extruded Products Germany GmbH umbenannt. BUG Aluminium-Systeme wurde jedoch als Marke beibehalten.
Es wird ein umfassendes Programm für Fenster, Fensterbänke, Fassaden und Flachdach aus Aluminium und aus Holz-Aluminium angeboten. Das Unternehmen hat heute deutsche Standorte in Bitterfeld, Bonn, Hettstedt und Vogt. Zudem weitere Standorte in Duffel, Belgien, Tianjin, China, und Traun, Österreich.